# 현서
현서(1987년 5월 20일 ~ )는 대한민국의 배우이다.

## 연기 활동

### 영화
- 2007년 《어머니는 죽지 않는다》 : 최숙 역
- 2012년 《박수건달》 : 신애기 역
- 2013년 《닥터》 : 최간호사 역

### 드라마
- 2010년 SBS Plus 《키스 앤 더 시티》
- 2012년 JTBC 《상상연애대전》 : 희숙대리 역
- 2014년 tvN 《로맨스가 필요해 3》 : 오세령 팀 직원 역